# Supertaça Cândido de Oliveira de 1991
A Supertaça Cândido de Oliveira 1991 foi a 13ª edição da Supertaça Cândido de Oliveira, o jogo anual de abertura da temporada do futebol português disputado pelos vencedores das principais competições da liga e da taça da época anterior (ou vice-campeão da taça no caso de a liga- e clube vencedor da taça é o mesmo). A Supertaça Cândido de Oliveira de 1991 foi disputada a duas mãos, e opôs Benfica e Porto da Primeira Liga. O Benfica qualificou-se para a SuperCup ao vencer a Primeira Divisão 1990-91, enquanto o Porto se qualificou para a Supertaça ao vencer a Taça de Portugal de 1990-91.[carece de fontes?]
A primeira mão que teve lugar no Estádio da Luz, viu o Benfica derrotar o Porto por 2–1, na sequência de um gol nos acréscimos de William. A segunda mão que teve lugar no Estádio das Antas viu o Porto derrotar o Benfica por 1–0 (2–2 no total), o que levou à repetição da Supertaça em Setembro de 1992. O replay, que teve lugar no Estádio Municipal de Coimbra, viu o Porto derrotar o Benfica por 4–3 nos pênaltis que levariam o Porto a uma sexta Supertaça.

## Primeira perna

### Detalhes
| GK                  | 1  | Neno                |  |     |
| RB                  | 4  | Rui Bento           |  | 82' |
| CB                  | 5  | Paulo Madeira       |  |     |
| CB                  | 3  | William             |  |     |
| LB                  | 2  | José carlos         |  |     |
| DM                  | 6  | Vasili Kulkov       |  |     |
| RM                  | 7  | Vítor Paneira ( c ) |  |     |
| CM                  | 8  | Jonas Thern         |  |     |
| LM                  | 10 | António Pacheco     |  |     |
| CF                  | 9  | Mats Magnusson      |  |     |
| CF                  | 11 | Sergei Yuran        |  | 78' |
| Suplentes:          |    |                     |  |     |
| DF                  |    | Pedro Valido        |  | 82' |
| MF                  |    | Rui Costa           |  | 78' |
| Treinador:          |    |                     |  |     |
| Sven-Göran Eriksson |    |                     |  |     |

|                      |    |                       |  |     |
|                      |    |                       |  |     |
| GK                   | 1  | Vítor Baía            |  |     |
| RB                   | 2  | Joaquim neves         |  |     |
| CB                   | 4  | Aloísio               |  |     |
| CB                   | 5  | Fernando couto        |  |     |
| LB                   | 3  | Mário Morgado         |  |     |
| DM                   | 6  | Fernando bandeirinha  |  |     |
| RM                   | 8  | Jaime Magalhães ( c ) |  |     |
| CM                   | 7  | Rui Filipe            |  |     |
| LM                   | 10 | Tozé                  |  | 46' |
| CF                   | 9  | Emil Kostadinov       |  |     |
| CF                   | 11 | Petar Mihtarski       |  | 58' |
| Suplentes:           |    |                       |  |     |
| FW                   |    | António Folha         |  | 46' |
| FW                   |    | Domingos              |  | 58' |
| Treinador:           |    |                       |  |     |
| Carlos Alberto Silva |    |                       |  |     |

| Árbitros da partida - Árbitros assistentes: - Quarto oficial: | Regras da Partida - 90 minutos. - Máximo de duas substituições |

## Segunda perna

### Detalhes
|                      |    |                      |                               |     |
|                      |    |                      |                               |     |
| GK                   | 1  | Vítor Baía           |                               |     |
| RB                   | 3  | Paulo Pereira        |                               | 38' |
| CB                   | 4  | Aloísio              | Penalizado com cartão amarelo |     |
| CB                   | 5  | Fernando Couto       |                               |     |
| LB                   | 2  | Fernando Bandeirinha |                               |     |
| DM                   | 6  | António André (c)    | Penalizado com cartão amarelo |     |
| RM                   | 8  | Jaime Magalhães      |                               |     |
| AM                   | 7  | Ion Timofte          | Penalizado com cartão amarelo |     |
| LM                   | 10 | Tozé                 |                               |     |
| CF                   | 11 | Emil Kostadinov      |                               |     |
| CF                   | 9  | Domingos             |                               | 60' |
| Substitutes:         |    |                      |                               |     |
| DF                   |    | João Pinto           |                               | 60' |
| DF                   | 13 | Lubomír Vlk          |                               | 38' |
| Manager:             |    |                      |                               |     |
| Carlos Alberto Silva |    |                      |                               |     |

|                     |    |                    |                               |     |
|                     |    |                    |                               |     |
| GK                  | 1  | Silvino            |                               |     |
| RB                  | 4  | Rui Bento          |                               |     |
| CB                  | 5  | Paulo Madeira      | Penalizado com cartão amarelo |     |
| CB                  | 3  | William            |                               |     |
| LB                  | 2  | António Veloso (c) |                               |     |
| DM                  | 6  | Vasili Kulkov      |                               |     |
| CM                  | 7  | Vítor Paneira      | , 26'                         |     |
| CM                  | 8  | Jonas Thern        |                               | 46' |
| RW                  | 11 | Isaías             |                               |     |
| LW                  | 10 | César Brito        |                               |     |
| CF                  | 9  | Sergei Yuran       |                               | 80' |
| Substitutes:        |    |                    |                               |     |
| DF                  |    | José Carlos        | Penalizado com cartão amarelo | 46' |
| MF                  |    | Paulo Sousa        |                               | 80' |
| Manager:            |    |                    |                               |     |
| Sven-Göran Eriksson |    |                    |                               |     |

| Oficiais da partida - Árbitros assistentes: - Quarto oficial: | Regras de correspondência - 90 minutos. - Máximo de duas substituições |

|               |    |                    |  |     |
|               |    |                    |  |     |
| GK            | 1  | Silvino            |  |     |
| RB            | 2  | António Veloso (c) |  |     |
| CB            | 3  | Hélder             |  |     |
| CB            | 4  | Samuel             |  |     |
| CB            | 5  | William            |  |     |
| LB            | 6  | Fernando Mendes    |  |     |
| RM            | 7  | Vítor Paneira      |  | 82' |
| AM            | 11 | Aleksandr Mostovoi |  |     |
| LM            | 10 | João Pinto         |  | 91' |
| CF            | 8  | Isaías             |  |     |
| CF            | 9  | Rui Águas          |  |     |
| Substitutes:  |    |                    |  |     |
| MF            |    | Rui Costa          |  | 91' |
| MF            |    | Vasili Kulkov      |  | 82' |
| Manager:      |    |                    |  |     |
| Tomislav Ivić |    |                    |  |     |

|                      |    |                      |  |     |
|                      |    |                      |  |     |
| GK                   | 1  | Vítor Baía           |  |     |
| RB                   | 2  | João Pinto (c)       |  |     |
| CB                   | 4  | Aloísio              |  |     |
| CB                   | 5  | Fernando Couto       |  |     |
| LB                   | 3  | Fernando Bandeirinha |  |     |
| DM                   | 8  | António André        |  |     |
| RM                   | 11 | Jaime Magalhães      |  |     |
| CM                   | 7  | José Semedo          |  | 61' |
| CM                   | 6  | Rui Filipe           |  |     |
| LM                   | 10 | Jorge Couto          |  | 79' |
| CF                   | 9  | Domingos             |  |     |
| Substitutes:         |    |                      |  |     |
| MF                   | 13 | Antônio Carlos       |  | 45' |
| FW                   | 16 | Paulinho McLaren     |  | 65' |
| Manager:             |    |                      |  |     |
| Carlos Alberto Silva |    |                      |  |     |

| Oficiais da partida - Árbitros assistentes: - Quarto oficial: | Regras de correspondência - 90 minutos. - 30 minutos de tempo extra, se necessário. - Pênaltis se a pontuação ainda estiver empatada. - Máximo de duas substituições |

## Campeão
| Supertaça Cândido de Oliveira 1991 |
| ---------------------------------- |
| FC Porto 6º Título                 |